# R. Venkataraman

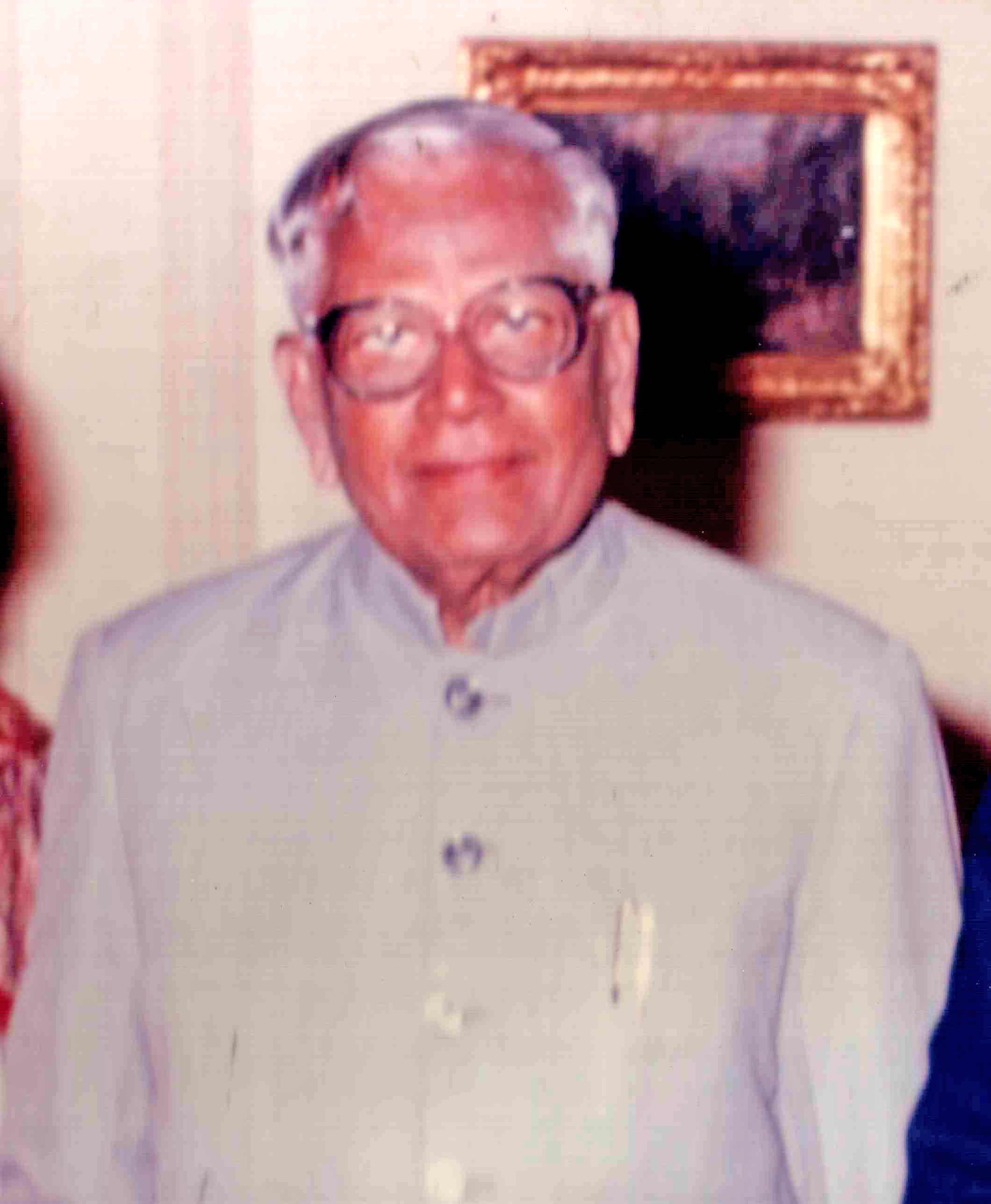
R. Venkataraman

R. Venkataraman (Ramaswamy Venkataraman; Tamil: ரா. வெங்கட்ராமன்; * 4. Dezember 1910 in Pattukkottai, Tamil Nadu; † 27. Januar 2009 in Neu-Delhi) war ein indischer Politiker und von 1987 bis 1992 Präsident der Republik Indien.
Ursprünglich Rechtsanwalt und Richter wurde Venkataraman 1980 (bis 1982) Finanzminister, später dann Verteidigungsminister unter Indira Gandhi. Er wurde 1984 zum Vizepräsidenten Indiens und wurde am 13. Juli 1987 zum achten Staatspräsidenten Indiens gewählt.

## Auszeichnungen
- 2001: Light of Truth Award (stellvertretend für das Volk Indien)